# 파주대원초등학교
파주대원초등학교는 대한민국 경기도 파주시에 있는 공립 초등학교이다.

## 학교 연혁
- 2000년 1월 8일 파주대원초등학교 설립인가
- 2001년 3월 1일 초대 노영록 교장 취임
- 2001년 3월 1일 파주대원초등학교 개교(16학급)
- 2001년 3월 5일 파주대원초등학교 병설유치원 개교(1학급)
- 2001년 12월 18일 학교 교사 준공
- 2002년 2월 8일 제1회 졸업식(52명)
- 2003년 3월 1일 특수학급 1학급 인가
- 2007년 9월 1일 제3대 박순태 교장 취임
- 2010년 2월 11일 제10회 졸업식(113명) 총 졸업생 1053명
- 2010년 3월 1일 경기도교육청지정 교과교육 운영 개선 시범학교 운영
- 2011년 3월 1일 20학급 편성(특수학급 1학급 포함)
- 2012년 2월 14일 제11회 졸업식(111명) 총 졸업생 1163명
- 2012년 3월 1일 제4대 신종철 교장 부임
- 2012년 3월 1일 19학급 편성(특수학급 1학급 포함)
- 2013년 2월 7일 제12회 졸업식(88명) 총 졸업생 1251명
- 2013년 3월 1일 19학급 편성(특수학급 1학급 포함)
- 2014년 2월 14일 제13회 졸업식(88명) 총 졸업생 1339명
- 2014년 3월 1일 제5대 김선명 교장 부임
- 2014년 3월 1일 19학급 편성(특수학급 1학급 포함)
- 2015년 2월 13일 제14회 졸업식(70명) 총 졸업생 1409명
- 2015년 3월 1일 19학급 편성(특수학급 1학급 포함)

## 참고 자료
- 파주대원초등학교 - 한국교육학술정보원 학교알리미